# João Inácio Müller
João Inácio Müller (nacido el 15 de junio de 1960 en Santa Clara do Sol, Brasil) es un miembro de la orden franciscana y es el obispo actual de la Diócesis de Lorena, Brasil desde el 25 de septiembre de 2013 nombrado por el Papa Francisco.

## Trayectoria
Profesó como fraile franciscano el 14 de abril de 1985 y fue ordenado sacerdote franciscano el 3 de diciembre de 1988. El 25 de septiembre de 2013 el Papa Francisco lo nombró Obispo de Lorena y fue consagrado el 15 de diciembre de 2013 por el Cardenal Claudio Hummes O.F.M.